# دافيد بيرتونكيني
دافيد بيرتونكيني (بالإيطالية: Davide Bertoncini)‏ (9 مايو 1991 بفيورينزولا دردا في إيطاليا - ) هو لاعب كرة قدم إيطالي في مركز الوسط. لعب مع نادي بياتشينزا ونادي جنوى ونادي فروسينوني ونادي مودينا.

## روابط خارجية
- دافيد بيرتونكيني على موقع قاعدة بيانات كرة القدم.إي يو (الإنجليزية)
- دافيد بيرتونكيني على موقع Soccerway.com (الإنجليزية)
- دافيد بيرتونكيني على موقع عالم كرة القدم.نت (الإنجليزية)
- دافيد بيرتونكيني على موقع AS.com (الإسبانية)